# Tyrrhenus Mons
Tyrrhenus Mons, abans Tyrhenna Mons, és una estructura geològica del tipus mons a la superfície de Mart, situada amb el sistema de coordenades planetocèntriques a -19.52 ° de latitud N i 108.29 ° de longitud E. Fa 269.77 km de diàmetre. El nom va ser fet oficial per la UAI el 19 de setembre de 2007 i pren el nom d'una característica d'albedo.